# Камбербэтч, Генри Альфред
Генри Альфред Камбербэтч (англ. Henry Alfred Cumberbatch; 27 июня 1858 года, Бердянск, Российская империя — 3 декабря 1918 года, Лондон, Великобритания) — британский дипломат, который работал консулом в Румынии, Турции и Ливане.

## Жизнь и карьера
Камбербэтч родился в Бердянске, городе на Азовском море, на тот момент входившем в Российскую империю, в семье Роберта Уильяма Камбербэтча, бывшего там консулом, и его жены Луизы Грейс (урожденной Хэнсон). Он получил образование в Колледже Христа (Финчли).
1 августа 1876 года, в возрасте 18 лет, Камбербэтч был назначен учеником драгомана в посольство в Стамбуле. Камбербэтч последовал за своим отцом на дипломатическую службу, будучи назначенным вице-консулом в Бухаресте, 26 июля 1879 года, 26 июля 1879 года переведен в Сулину. 20 марта 1888 года был повышен до консула в Адрианополе в Османской империи (ныне Эдирне, Турция). 22 июля 1893 года он был переведен в Ангору. 18 ноября 1896 года был назначен консулом в Измире, а 1 апреля 1900 года — генеральным консулом . 
Камбербэтч упоминается Гертрудой Белл в её работах после того как они встретились в 1907 году.
22 января 1908 года Камбербэтч был назначен генеральным консулом Бейрутского вилайета и мутессарифликом Ливана, проживая на тот момент в Бейруте и проработавшим на этом посту до 1914 года.
20 мая 1896 года Генри Альфред Камбербэтч стал кавалером Ордена Святого Михаила и Георгия.
Камбербэтч умер 3 декабря 1918 года и был похоронен 7 декабря 1918 года на Бромптонском кладбище в Лондоне.

## Личная жизнь
Камбербэтч женился на Хелен Гертруде Рис, дочери Томаса Боуэна Риса и американки Иды Жозефины Лэнгдон, в Измире 16 января 1891 года. У них было несколько детей:
- Майор Роберт Сесил Камбербэтч (1892–1963)[14][14]
- Ида Сибил Камбербэтч (1895–1947)
- Капитан сэр Хью Дуглас Камбербэтч (1897–1951)[15]
- Командир Генри Карлтон Камбербэтч, рядовой (1900–1966)[16]
- Нэнси Мэри Камбербэтч (1905–1948)

Актер Бенедикт Камбербэтч — сын Тимоти Карлтона, внук Генри Карлтона и правнук Генри Альфреда.